# 元田永孚

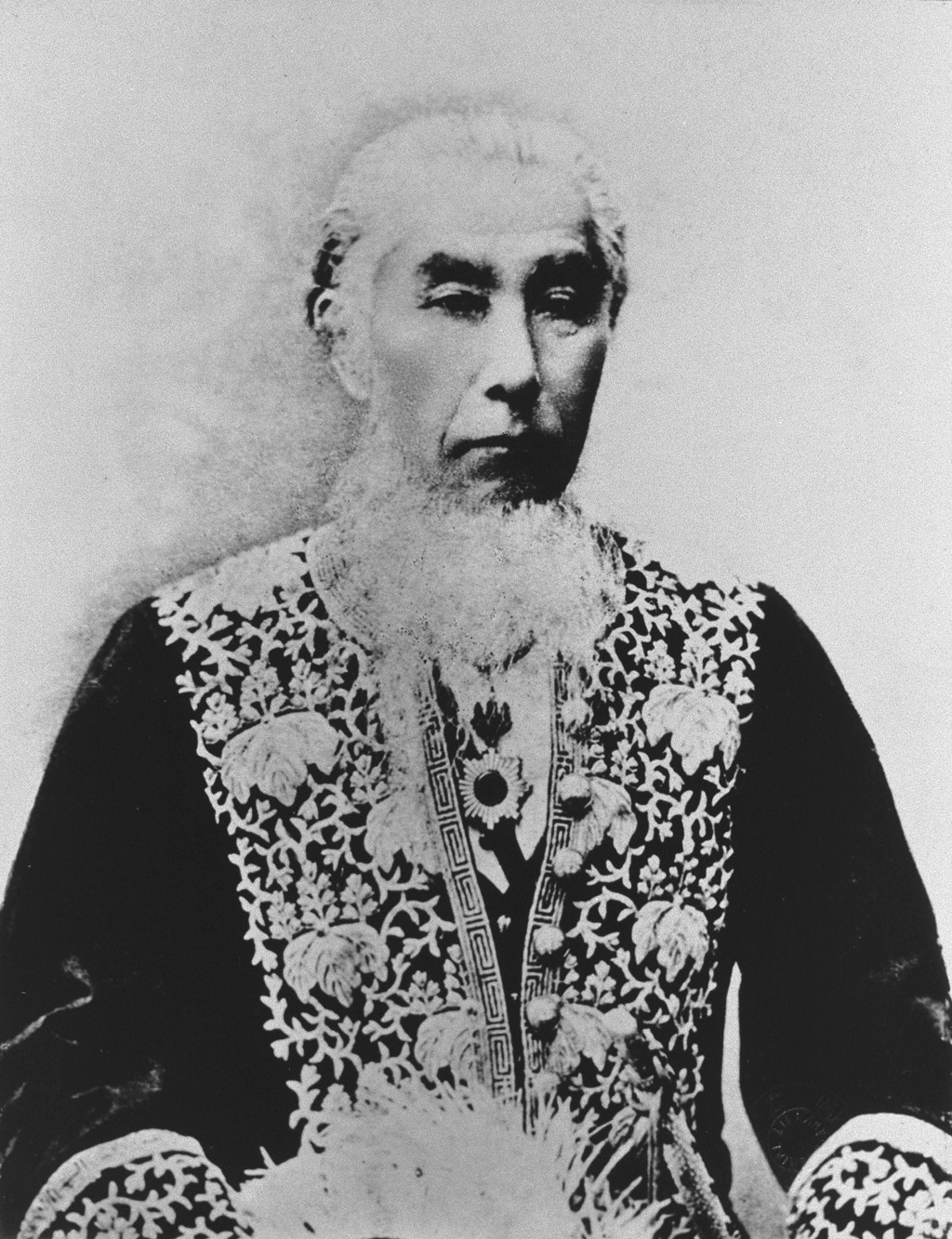
元田永孚

元田 永孚（もとだ ながざね、文政元年10月1日（1818年10月30日） - 明治24年（1891年）1月22日）は、日本の武士・熊本藩士、儒学者。男爵。名は「えいふ」ともいう。幼名は大吉。通称は伝之丞、八右衛門。雅号は東野。字は子中。号は東皐、樵翁。

## 生涯

### 熊本藩士時代
文政元年（1818年）、熊本藩士・元田三左衛門（700石（本知550石））と津川平左衛門の娘阿喜和の子として生まれる。元田家は藩内で上士層に位置するが、両親共に別の家系から元田家へ養子に来た人物で、彼らを引き取った元田自泉が永孚の面倒を見ることになった。
父・三左衛門は永孚の幼少期には藩主細川斉樹の小姓を勤め、天保8年（1837年）に斉樹の甥細川斉護の側取次役となるなど多忙であったため、祖父の元田自泉より厳しい教育を受け、「唐詩選」「論語」などを学ぶ。11歳の時に熊本藩の藩校時習館に学び、天保3年（1832年）に元服、天保8年（1837年）3月に斉護の参勤交代に従う父の付き添いで江戸へ向かい、大阪・京都を巡り江戸へ方々を見物した末に帰藩した。同年8月、時習館居寮生になり横井小楠・下津休也と知り合いその感化を受け、実学党（小楠中心の藩政改革派）の1人として活動した。しかし天保10年（1839年）に小楠や後ろ盾であった家老長岡是容らが失脚、元田自身も父の強い希望があって天保12年（1841年）に退寮、在野で勉強しながら実学党の交流を続けたが、嘉永6年（1853年）に黒船来航、それによる小楠と長岡の思想・政治方針の対立で安政2年（1855年）に実学党は分裂、一旦実学派から距離を置く。
安政4年（1857年）12月2日に父が死去したことにより翌安政5年（1858年）2月に家督を継ぎ元田家8代目となり、文久元年（1861年）に藩主細川慶順（斉護の次男、後の韶邦）の参勤交代に使番として随行、江戸へ再度上府した。江戸では前越前藩主松平春嶽の側近として江戸幕府の改革に尽力していた小楠と再開したことを喜んだが、翌文久2年（1862年）9月に国許にいた妻が急死したため帰藩して辞職したのもつかの間、12月に京都留守居を藩から命じられ上洛した。京都では公武合体派の藩に従い周旋に励んだが尊王攘夷に否定的で、文久3年（1863年）7月に帰藩した後は中小姓頭になり、元治元年11月の第一次長州征討では慶順の弟・長岡護美が率いた熊本藩兵に従軍して小倉で滞陣、慶応元年（1865年）に辞職した。翌2年（1866年）の第二次長州征討で出兵に反対、薩摩藩・長州藩による武力討伐にも反対で公議政体論者だったが、王政復古が宣言されると時流に乗り上洛することを慶順に主張している。
慶応3年（1867年）12月に高瀬町奉行に再雇用され、翌4年（明治元年、1868年）4月に側用人兼奉行などを歴任したが、学校党ら保守派と実学党ら革新派の対立で藩の政府に対する方針が決まらず、日和見に反発して速やかな出兵と藩主上洛を説いたが採用されず、明治維新後に藩内での意見対立から嫌気が差し明治2年（1869年）2月に東大江村に隠退、私塾「五楽園」を開いた。翌明治3年（1870年）5月、藩政において実学党が復権したことでは藩主の侍読に推挙され復帰、明治4年（1871年）1月に藩命で上京し宣教使・参事を兼任、5月30日に藩命および大久保利通の推挙によって宮内省へ出仕し明治8年1月には明治天皇の侍読となり、以後20年にわたって天皇への進講を行うことになる。

### 親政運動の推進
天皇の教育は漢学を重視して『論語』『日本外史』を進講し君徳培養に努め、明治5年（1872年）に太政大臣三条実美に宛てた手紙で儒教による天皇の精神的成長を願う反面、文明開化を批判的に見ていた。明治6年に「君徳輔導の上言」を起草し岩倉具視に提出した。また宮中と府中（政府）の分離も気に食わず、両者一体となり天皇の輔導に尽くすべきと主張、名実共に天皇を頂点とした政治体制を主張し始めた。その後は侍講となり明治10年（1877年）に侍補も兼務し、共に侍補となった吉井友実・土方久元や、翌明治11年（1878年）3月に新たに加わった佐々木高行と共に天皇の輔導を更に推し進めていく。
5月14日に大久保が不平士族に暗殺され、伊藤博文が大久保の後を継ぎ内務卿として実質的な政府首班に就任したが、元田ら侍補は政府の危機と感じて2日後の16日に天皇に親政実行を直訴、続いて政府にも天皇の閣僚会議臨席および侍補の同席を求めた。しかし、宮中の政治介入を嫌う政府により後者は拒否、前者は採用されたが天皇が政治を行う機会は与えられず空文化に終わったため、翌明治12年（1879年）3月に政府に天皇親政を中心とした改革案を提出したが、やはり否決された。焦った元田は侍補廃止を主張、それを受け取った政府により本当に侍補が廃止され、天皇親政運動は頓挫に追い込まれた。
政争に敗れたとはいえ天皇の信任は厚く、皇后府大夫として宮中に留め置かれた。また思想実現を諦めず天皇中心の国家を教育視点に移し、仁義忠孝を重んじた教育を通して国民の天皇への忠誠心を高める方法の実現に動き出し、同年7月に『教学聖旨』（「教学大旨」及び「小学条目二件」）を起草したが、9月伊藤にすぐさま反論され『教育議』が天皇に提出されると更に「教育議附録」を草して反論、収拾がつかなくなり天皇の判断で『教学聖旨』は破棄された。その後明治13年（1880年）に大隈重信の外債募集による政争で佐々木・土方らと再度親政運動の実現に奔走したが、翌14年（1881年）に伊藤が大隈を追放（明治十四年の政変）、親政運動も消滅したことにより一連の運動は挫折したが、元田の意欲は衰えず同年の『幼学綱要』の編纂・頒布（後に刊行中止）、明治13年に天皇中心の国民教化を主張した『国憲大綱』の提出（政府により却下）など独自の国教案実現に向けて進んでいった。明治17年、「国教論」を草し、伊藤博文に示し、儒教を根幹とする国教の確立を説いた。なお、天皇の洋装化が明治5年であるのに対し、昭憲皇太后の洋装化は明治19年である。理由は行き過ぎた西洋化を批判し、伝統を重んじる元田永孚の意見を明治天皇が聞き入れたからである。

### 国家教育の尽力
明治19年（1886年）には宮中顧問官、同21年（1888年）に枢密顧問官に至った。天皇からの信任は変わらず、大事においてはしばしば意見を求められ、明治20年（1887年）と明治22年（1889年）の条約改正問題の諮問に応じ、『教学聖旨』、『幼学綱要』、明治23年（1890年）の『教育勅語』の起草への参加などを通じて、儒教による天皇制国家思想の形成に寄与した。また宮中顧問官への就任後も天皇から「天皇の私的顧問」であることを命じられ、正装である洋装の義務を元田だけは免除して和装での参内を許可する（1886年3月11日付、元田からの村井繁三宛書簡）など、彼の天皇に対する影響力は伊藤ら政府首脳にとっても無視できなかった。
しかし、天皇は次第に伊藤を信頼するようになり、明治19年（1886年）9月7日に両者の間に機務六条が取り交わされ、天皇は普段は政治関与を控え緊急事態に際しての調停役のみを求められる君主機関説を受け入れ、元田らの天皇親政は完全に否定され、宮中の政治介入も排除された。明治21年（1888年）の大日本帝国憲法の枢密院審議に出席したが、皇室を国家の軸とする旨を伊藤が発言したこともあり質問は殆どなかった。
明治24年（1891年）1月21日、病が重くなると特旨により従二位・男爵を授けられた。翌日の22日に72歳で死去。墓は東京都港区の青山霊園(墓じまいされ立体埋蔵施設2区に移されている)。爵位は嫡男の永貞（1842年 - 1901年）に継承されたが、続く嫡孫の亨吉（1870年 - 1931年）に息子がなかったため、遠縁で元田の曾孫に当たる元田竹彦（1900年 - 1987年、祖母は元田の娘永子）が婿養子として迎えられ、この系統が現在も続いている。

## 思想

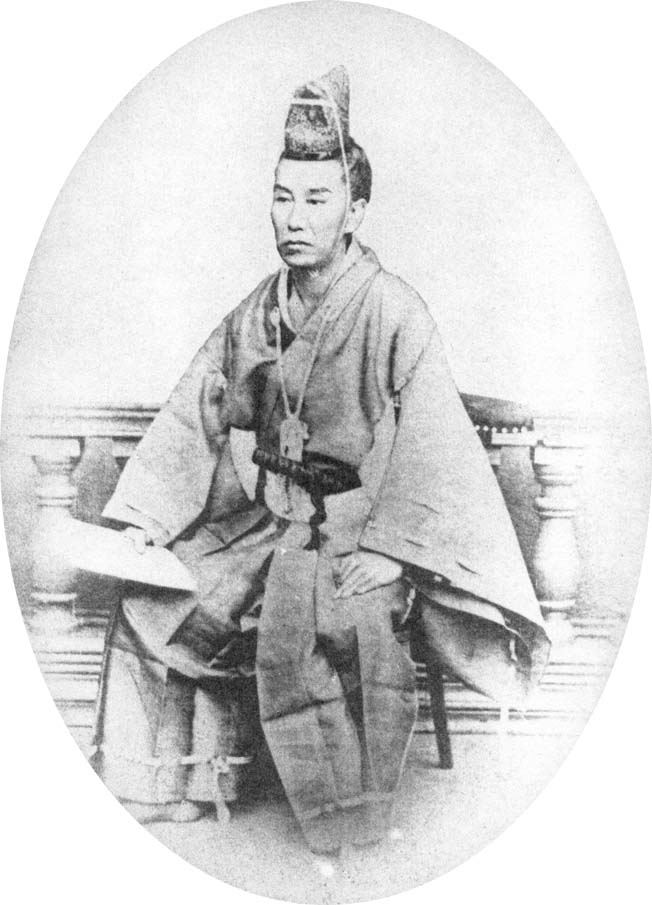
宮内省に出仕した当初の元田永孚

元田は実学を重んじる一方で、あくまで儒教道徳を「本」とし知識才芸を「末」として捉え、国民教化の根源を皇室を中心とした伝統に求めた。文明開化を西洋の圧迫による国体の危機と捉え、藩閥政治を忠義を排した権道による皇室の軽視と考えた。このため、元田は明治天皇を国民の模範として相応しい儒教的な有徳の君主に育て上げてることが忠臣としての道であると考えてその実現に尽力した。特に森有礼などの西洋的な啓蒙主義者が教育行政の長に立つことについては強く批判した。
元田は森に宛てた書簡の中で「孔子の教は吾（わが）国にありては君を愛し、吾父の子となりては吾父を愛して、孔子を愛せるを以て吾道と心得るを以て日本の今日にありては忠孝の大道を其時世々々に活用するを以て僕の学問とする（原文カタカナ書き）」と述べている。また、明治17年（1884年）には、『国教論』を著して、皇室への崇敬を国教に転化して全国民に徹底的に教育することを求めた。
朱子学的な大義名分論を日本の現実社会に徹底化して、修身と治国の一体化を図ると共に皇室への崇敬を一種の「国教」として確立することを目指した元田の「政教一致」路線は、教育勅語を通じた天皇制国家の確立によって実現されていく。ちなみに国粋主義を唱える保守派でも井上哲次郎のように元田の思想は君臣の道徳を重んじて国家の理性を軽んじるものとして批判的な見解（『日本朱子学派之哲学』）を唱える意見もあった。

## 栄典
- 1875年（明治8年）
  - 2月24日 - 正六位[9]
  - 9月20日 - 従五位[9]
- 1879年（明治12年）
  - 12月15日 - 正五位[9]
- 1882年（明治15年）
  - 6月17日 - 勲三等旭日中綬章[9]
- 1886年（明治19年）
  - 10月28日 - 従四位[9][10]
- 1888年（明治21年）
  - 5月29日 - 勲二等旭日重光章[11]
  - 10月20日 - 正三位[9]
- 1889年（明治22年）
  - 11月25日 - 大日本帝国憲法発布記念章[9][12]
- 1891年（明治24年）
  - 1月21日 - 男爵[9]
  - 1月22日 - 従二位[9]

## 著作
- 『経筵進講録』 吉本襄編、鉄華書院、1900年3月。
  - 『元田先生進講録』 吉本襄編、民友社出版部、1910年1月。
  - 『元田先生進講録』 徳富猪一郎編著、民友社、1920年3月。
  - 『増補 元田先生進講録』 徳富猪一郎編著、明治書院、1934年6月。
  - 『倫理御進講録』 八光社、1941年12月。
- 「教学大旨関係文書」「幼学綱要頒賜関係文書」（『教育勅語渙発関係資料集 第一巻』 国民精神文化研究所、1938年3月）
- 「教育勅語渙発関係書簡」（『教育勅語渙発関係資料集 第二巻』 国民精神文化研究所、1939年3月）
- 「原典」（海後宗臣著 『元田永孚』 文教書院〈日本教育先哲叢書〉、1942年9月）
- 『元田永孚文書』 元田竹彦、海後宗臣編、元田文書研究会、1966年9月-1970年8月（全3巻）。
- 花立三郎 「元田永孚自叙伝解題」（『近代熊本』第16号、熊本近代史料研究会、1974年10月）
- 『元田永孚関係文書』 沼田哲、元田竹彦編、山川出版社〈近代日本史料選書〉、1985年7月。ISBN 4634263300
  - 沼田哲 「「元田永孚関係文書補遺」並びに「元田永孚文書目録」」（『青山史学』第10号、青山学院大学文学部史学研究室、1988年3月。NAID 110006233071）

編書
- 『幼学綱要』宮内省、1882年12月（全7巻）。
  - 前掲 『教育勅語渙発関係資料集 第一巻』
  - 明治神宮編 『明治神宮叢書 第10巻 徳育編』 明治神宮社務所、2005年8月。ISBN 4336042209
  - 『幼学綱要』 岩波書店〈岩波文庫〉、1938年9月。

## 関連文献
- 平田信治編 『元田井上両先生事蹟講演録』 元田井上両先生頌徳会、1913年9月。
- 高森良人 『元田永孚先生の遺訓』 弘道館、1937年。
- 海後宗臣 『元田永孚』 文教書院、1942年9月。
  - 海後宗臣 『海後宗臣著作集 第3巻 教育思想研究』 東京書籍、1981年5月。
- Shively, Donald Howard. Motoda Eifu, Confucian lecturer to the Meiji Emperor. Stanford University Press, 1959.
- 海後宗臣 『教育勅語成立史の研究』 東京大学出版会、1965年12月。
  - 海後宗臣 『海後宗臣著作集 第10巻 教育勅語成立史研究』 東京書籍、1981年6月。
- 稲田正次『教育勅語成立過程の研究』 講談社、1971年3月。
- 麓保孝 『明治天皇の侍講 元田東野先生と年老逢春吟』 斯文会、1973年3月。
- 巨勢進、中村宏 『元田東野 副島蒼海』 明徳出版社〈叢書日本の思想家〉、1979年6月。
- 八木公生 『天皇と日本の近代 上 「教育勅語」の思想』 講談社〈講談社現代新書〉、2001年1月。ISBN 4061495356 ／ 同著 『天皇と日本の近代 下 憲法と現人神』 講談社〈講談社現代新書〉、2001年1月。ISBN 4061495356
- 沼田哲 「元田永孚」（伊藤隆、季武嘉也編 『近現代日本人物史料情報辞典』 吉川弘文館、2004年7月。ISBN 4642013415）